# Еклогіт

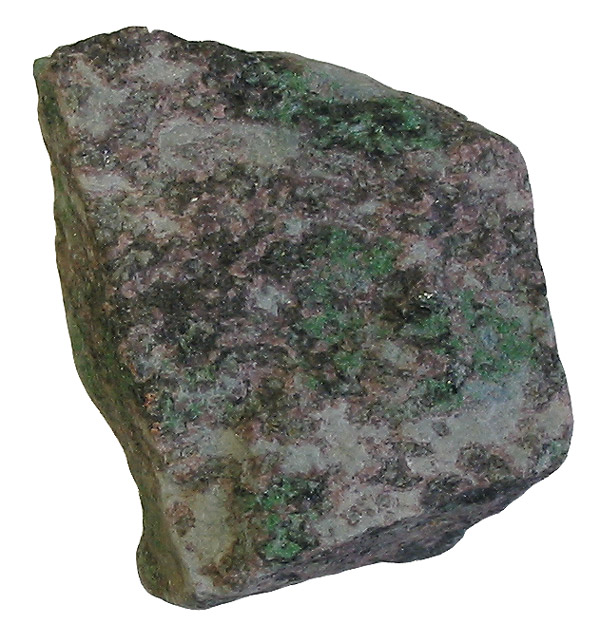
Еклогіт

Еклогіт — кристалічна, глибинна метаморфічна або магматична гірська порода, що складається з низькохромистого піроп-альмандин-гросулярового ґранату і жадеїт-діопсидового клінопіроксену (омфациту).
Як другорядні і акцесорні мінерали трапляються: рутил, кіаніт, корунд, санідин, коесит, енстатит, графіт, алмаз, флогопіт.
Структура алотріоморфнозерниста, ґранобластова, текстура масивна. За хімічним складом еклогіти відповідають базальтам і габро. Еклогіти утворюються в широкому інтервалі температур (350—1200 °C) при високому (понад 0,75 ГПа) тиску.
Трапляються у вигляді ксенолітів в кімберлітах, рідше в базальтах; прошарків і лінз в тілах ґранатових перидотитів; прошарків і великих блоків в ґнейсах і мігматитах; спільно з глаукофановими сланцями.
З еклогітами пов'язані родовища рутилу, алмазів. Плагіоклаз є нестабільним в еклогітах.
Еклогіт є рідкісною породою оскільки він формується в умовах, характерних для мантії або нижньої частини потовщеної кори (на глибинах понад 35-45 км). Еклогіти, винесені на поверхню, є нестабільними та зазнають ретроградного (зворотнього) метаморфізму, який полягає в утворенні реакційних облямівок амфіболу та плагіоклазу навколо первинних піроксену та гранату. Під час ексгумації еклогіт може повністю заміщуватися амфіболітов або ж гранулітом. В таких випадках первинний еклогіт може розпізнуватися за наявністю коесіту (високобаричного мінералу кремнезему) та/або наявністю мікровключень алмазу в акцесорних мінералах на кшталт циркону та титаніту.
Утворення базальтів завдяки прямому плавленню еклогітів не узгоджується з даними сучасної петрології. Нереалістично високий ступінь парційного (часткового) плавлення є необхідним для отримання базальтового розплаву. Для отримання базальту шляхом плавлення еклогіту (породи, яка сама має базальтовий склад) ступінь плавлення має досягати 100 %. Тому вважається, що базальтові (пікритові) розплави утворюються завдяки частковому (1-25 %) плавленню мантійних перидотитів (гарцбургітів та лерцолітів). Натомість плавлення еклогитів може призвести до утворення андезитоподібних порід. Наприклад, вважається, що такі незвичні породи, як адакіти можуть бути продуктами часткового плавлення еклогітів в океанічній корі, що занурюється в мантію в зонах субдукції. Подібний механізм був запропонований також для утворення йотунітів, а також тоналіт-тронд'єміт-гранодіоритових розплавів.
Багато з алмазів, що були знайдені в еклогітових ксенолітах, мають ізотопне відношення 13C:12C відмінне від такого, яке є типовим для алмазів з ксенолітів перидотитів. Ця відмінність підтверджує гіпотезу про те, що еклогіти утворюються завдяки метморфізму базальтів, що занурюються в глибоку мантію в зонах субдукції. Еклогітові алмази також зазвичай збагачені на азот, а також мають відмінну від гарцбургітових алмазів асоціацію мінералів-включень. Гарцбургітові алмази зазвичай асоціюють з титанистим піропом, хромистою шпінеллю та хром-діопсидом, мінералами, які є нетиповими для еклогітів.
В Україні еклогіти не були знайдені, окрім декількох дуже дрібних ксенолітів змінених еклогітів, що були виявлені в уламках кімбелітів, присутніх в межах так званого Прип'ятського валу.